# Harpinia crenulata
Harpinia crenulata är en kräftdjursart som först beskrevs av Boeck 1871.  Harpinia crenulata ingår i släktet Harpinia och familjen Phoxocephalidae. Arten är reproducerande i Sverige. Inga underarter finns listade i Catalogue of Life.